# Serviers-et-Labaume
Serviers-et-Labaume ist eine französische Gemeinde mit 609 Einwohnern (Stand: 1. Januar 2022) im Département Gard in der Region Okzitanien. Die Gemeinde gehört zum Arrondissement Nîmes und zum Kanton Uzès. 

## Geografie
Serviers-et-Labaume liegt etwa 19 Kilometer ostsüdöstlich von Alès. Der Fluss Seynes durchquert das Gemeindegebiet. Umgeben wird Serviers-et-Labaume von den Nachbargemeinden Aigaliers im Norden und Nordwesten, Belvézet im Norden, Montaren-et-Saint-Médiers im Osten, Arpaillargues-et-Aureillac im Süden und Südosten, Aubussargues im Süden, Collorgues im Südwesten sowie Foissac im Westen.

## Bevölkerungsentwicklung
| Jahr                       | 1962 | 1968 | 1975 | 1982 | 1990 | 1999 | 2006 | 2017 |
| -------------------------- | ---- | ---- | ---- | ---- | ---- | ---- | ---- | ---- |
| Einwohner                  | 232  | 177  | 201  | 242  | 310  | 355  | 466  | 604  |
| Quellen: Cassini und INSEE |      |      |      |      |      |      |      |      |

## Sehenswürdigkeiten
- Romanische Kirche St-Martin aus dem 12. Jahrhundert
- Schloss Serviers